# Slađana Bulić
Pour les articles homonymes, voir Bulić.
Slađana Bulić (née Erić le 29 juillet 1983 à Tuzla) est une joueuse de volley-ball serbe. Elle mesure 1,85 m et joue au poste de centrale. 

## Clubs
| Club                 | De        | À         |
| -------------------- | --------- | --------- |
| Crvena Zvezda        | 2000-2001 | 2003-2004 |
| USSP Albi            | 2004-2005 | 2004-2005 |
| VBC Voléro Zurich    | 2005-2006 | 2007-2008 |
| CAV Murcia 2005      | 2008-2009 | 2009-2010 |
| Crvena Zvezda        | 2010-2011 | 2010-2011 |
| Universal Modena     | 2011-2011 | 2011-2011 |
| Galatasaray İstanbul | 2011-2012 | 2011-2012 |
| OOK Kolubara         | 2012–2013 | 2012–2013 |
| OK Partizan Vizura   | 2013–2014 | 2013–2014 |
| ŽOK Jedinstvo Brčko  | 2015–2016 | 2015–2016 |
| OK Vizura            | 2016–2017 | 2017-2018 |
| OK Tent              | oct 2018  | déc 2018  |
| VK Proton Saratov    | 2018-2019 | 2018-2019 |
| Liaoning             | 2019-2020 | …         |

## Palmarès
- Championnat de Serbie-et-Monténégro
  - Vainqueur : 2002, 2003, 2004.
- Championnat de Serbie
  - Vainqueur :2017, 2018.
- Coupe de Serbie-et-Monténégro
  - Vainqueur : 2002.
- Coupe de Serbie
  - Finaliste : 2014.
- Supercoupe de Serbie
  - Vainqueur : 2013, 2017.
  - Finaliste : 2016.
- Championnat de Suisse
  - Vainqueur : 2006, 2007, 2008.
- Coupe de Suisse 
  - Vainqueur : 2006, 2007, 2008.
- Supercoupe de Suisse
  - Vainqueur : 2006.
- Championnat d'Espagne
  - Vainqueur : 2009
- Coupe d'Espagne
  - Vainqueur : 2009, 2010.
- Supercoupe d'Espagne
  - Vainqueur : 2009.
- Coupe de la CEV
  - Finaliste :2012.